# ポルトガルの大統領
ポルトガルの大統領（ポルトガルのだいとうりょう）は、ポルトガル共和国の元首たる大統領。正式名称はポルトガル共和国大統領（ポルトガルきょうわこくだいとうりょう、葡: Presidente da República Portuguesa）。
ポルトガルは1910年10月5日の革命で、王政から共和政に移行し、現在は半大統領制が敷かれている。現大統領はマルセロ・レベロ・デ・ソウザ（2016年 - 、2021年再選）。

## 概要
ポルトガル共和国の元首として国を代表する立場にある。第3共和政以降の大統領は国民の直接選挙で選出され、任期は5年である。再選は1回のみ認められ、3選は禁止されている。また立候補要件としては、35歳以上のポルトガル国民で、7,500人～15,000人のポルトガル国民の推薦を必要とする。

## 権限
首相の任命権と罷免権、議会及び内閣の解散権、議会で採択された法案に対する拒否権、陸海空3軍の最高指揮官を兼任するなど、非常に強い権限を有している。
- 憲法に明記されている主な権限（憲法第133条～140条）
  - 法令の署名及び公布
  - 戒厳令又は非常事態の宣言
  - 憲法裁判所に対し、条約、法令の合憲性に関する諮問
  - 大統領選挙、共和国議会選挙及び地方議会選挙の投票日の決定
  - 共和国議会及び内閣の解散
  - 首相の任命及び罷免
  - 大臣の任命及び罷免
  - 軍の最高司令官
  - 軍の統合参謀長等の任命
  - 宣戦布告

## 大統領の一覧
| 共和国臨時政府 (1910-1911)             |                                                             |                                  |                                |                                  |                                 |                                  |                                 |
| 代                                     | 大統領                                                      | 大統領                           | 所属政党                       | 期                               | 在任期間                        | 在任期間                         | 備考                            |
| 00－                                   | テオフィロ・ブラガ Teofilo Braga                            |                                  | ポルトガル共和党 （PRP）       | －                               | 1910年10月5日 - 1911年8月24日   | 323日                            | 暫定大統領                      |
| 第一共和政 (1911-1926)                 |                                                             |                                  |                                |                                  |                                 |                                  |                                 |
| 代                                     | 大統領                                                      | 大統領                           | 所属政党                       | 期                               | 在任期間                        | 在任期間                         | 備考                            |
| 001                                    | マヌエル・デ・アリアガ Manuel de Arriaga                    |                                  | ポルトガル共和党 （PRP）       | 1                                | 1911年8月24日 - 1912年2月       | 3年 + 275日                      |                                 |
| 0(1)                                   | マヌエル・デ・アリアガ Manuel de Arriaga                    | 民主党 （PD）                    | 1912年2月 - 1915年5月26日      | 1                                | 新党結成                        | 3年 + 275日                      |                                 |
| 002                                    | テオフィロ・ブラガ Teófilo Braga                            |                                  | 民主党 （PD）                  | 2                                | 1915年5月29日 - 1915年10月5日   | 129日                            |                                 |
| 003                                    | ベルナルディノ・マシャド Bernardino Luís Machado Guimarães  |                                  | 民主党 （PD）                  | 3                                | 1915年10月5日 - 1917年12月5日   | 2年 + 61日                       | 第8代大統領任期満了前に解任     |
| 00－                                   | シドニオ・パイス Sidónio Pais                               |                                  | 無所属                         | 3                                | 1917年12月7日 - 1918年4月28日   | 142日                            | 大統領代行 （閣僚評議会議長）   |
| 004                                    | シドニオ・パイス Sidónio Pais                               | 国民共和党（PNR） （シドニオ派） | 4                              | 1918年4月28日 - 1918年12月14日   | 230日                           | 在任中に死去                     |                                 |
| 00－                                   | ジョアン・ド・カント・エ・カストロ João do Canto e Castro   |                                  | 4                              | 国民共和党（PNR） （シドニオ派） | 1918年12月14日 - 1918年12月16日 | 2日                              | 大統領代行 （閣僚評議会議長）   |
| 005                                    | ジョアン・ド・カント・エ・カストロ João do Canto e Castro   | 5                                | 1918年12月16日 - 1919年10月5日 | 国民共和党（PNR） （シドニオ派） | 293日                           |                                  |                                 |
| 006                                    | アントニオ・ジョゼ・デ・アルメイダ António José de Almeida  |                                  | 急進共和党 （PRE）             | 6                                | 1919年10月5日 - 1919年          | 4年 + 0日                        |                                 |
| 0(6)                                   | アントニオ・ジョゼ・デ・アルメイダ António José de Almeida  | 共和自由党 （PLR）               | 1919年 - 1923年                | 6                                | 新党結成                        | 4年 + 0日                        |                                 |
| 0(6)                                   | アントニオ・ジョゼ・デ・アルメイダ António José de Almeida  | 国民共和党 （PRN）               | 1923年 - 1923年10月5日         | 6                                | 新党結成                        | 4年 + 0日                        |                                 |
| 007                                    | マヌエル・テイシェイラ・ゴメス Manuel Teixeira Gomes        |                                  | 民主党 （PD）                  | 7                                | 1923年10月5日 - 1925年12月11日  | 2年 + 67日                       |                                 |
| 008                                    | ベルナルディノ・マシャド Bernardino Luís Machado Guimarães  |                                  | 民主党 （PD）                  | 8                                | 1925年12月11日 - 1926年5月31日  | 171日                            | 第3代大統領任期満了前に辞任     |
| 第二共和政 (1926-1974)                 |                                                             |                                  |                                |                                  |                                 |                                  |                                 |
| ディタドゥーラ・ナシオナル (1926-1933) |                                                             |                                  |                                |                                  |                                 |                                  |                                 |
| 代                                     | 大統領                                                      | 大統領                           | 所属政党                       | 期                               | 在任期間                        | 在任期間                         | 備考                            |
| 009                                    | ジョゼ・メンデス・カベサダス José Mendes Cabeçadas          |                                  | 無所属 （軍人）                | －                               | 1926年5月31日 - 1926年6月17日   | 17日                             |                                 |
| 00－                                   | マヌエル・ゴメス・ダ・コスタ Manuel de Gomes da Costa       |                                  | 無所属 （軍人）                | －                               | 1926年6月17日 - 1926年6月29日   | 12日                             | 大統領代行 （閣僚評議会議長）   |
| 010                                    | マヌエル・ゴメス・ダ・コスタ Manuel de Gomes da Costa       | －                               | 無所属 （軍人）                | 1926年6月29日 - 1926年7月9日     | 10日                            |                                  |                                 |
| 00－                                   | アントニオ・オスカル・カルモナ António Óscar Carmona        |                                  | 無所属 （軍人）                | －                               | 1926年7月9日 - 1926年11月29日   | 143日                            | 大統領代行 （閣僚評議会議長）   |
| 011                                    | アントニオ・オスカル・カルモナ António Óscar Carmona        | －                               | 無所属 （軍人）                | 1926年11月29日 - 1928年3月25日   | 6年 + 133日                     |                                  |                                 |
| 011                                    | アントニオ・オスカル・カルモナ António Óscar Carmona        | 1                                | 無所属 （軍人）                | 1928年3月25日 - 1930年7月30日    | 6年 + 133日                     |                                  |                                 |
| (11)                                   | アントニオ・オスカル・カルモナ António Óscar Carmona        | 1                                | 国家連合党 （UN）              | 1930年7月30日 - 1933年4月11日    | 6年 + 133日                     | 新党結成                         |                                 |
| エスタド・ノヴォ (1933-1974)           |                                                             |                                  |                                |                                  |                                 |                                  |                                 |
| (11)                                   | アントニオ・オスカル・カルモナ António Óscar Carmona        |                                  | 国家連合党 （UN）              | (1)                              | 1933年4月11日 - 1935年4月26日   | 2年 + 4日 （計 8年 + 137日）     | 新憲法施行                      |
| 00－                                   | アントニオ・サラザール António Salazar                      |                                  | 国家連合党 （UN）              | －                               | 1935年4月15日 - 1935年4月26日   | 11日                             | 大統領代行 （閣僚評議会議長）   |
| (11)                                   | アントニオ・オスカル・カルモナ António Óscar Carmona        |                                  | 国家連合党 （UN）              | 2                                | 1935年4月26日 - 1942年4月15日   | 15年 + 357日 （計 24年 + 129日） |                                 |
| (11)                                   | アントニオ・オスカル・カルモナ António Óscar Carmona        | 3                                | 国家連合党 （UN）              | 1942年4月15日 - 1949年4月20日    |                                 | 15年 + 357日 （計 24年 + 129日） |                                 |
| (11)                                   | アントニオ・オスカル・カルモナ António Óscar Carmona        | 4                                | 国家連合党 （UN）              | 1949年4月20日 - 1951年4月18日    | 在任中に死去                    | 15年 + 357日 （計 24年 + 129日） |                                 |
| 00－                                   | アントニオ・サラザール António Salazar                      | 4                                |                                | 国家連合党 （UN）                | 1951年4月18日 - 1951年8月9日    | 113日                            | 大統領代行 （閣僚評議会議長）   |
| 012                                    | フランシスコ・クラヴェイロ・ロペス Francisco Craveiro Lopes |                                  | 国家連合党 （UN）              | 5                                | 1951年8月9日 - 1958年8月9日     | 7年 + 0日                        |                                 |
| 013                                    | アメリコ・トマス Américo Tomás                              |                                  | 国家連合党 （UN）              | 6                                | 1958年8月9日 - 1965年8月9日     | 15年 + 259日                     |                                 |
| 013                                    | アメリコ・トマス Américo Tomás                              | 7                                | 国家連合党 （UN）              | 1965年8月9日 - 1970年2月         |                                 | 15年 + 259日                     |                                 |
| (13)                                   | アメリコ・トマス Américo Tomás                              | 7                                | 国民大衆行動 （ANP）           | 1970年2月 - 1972年8月9日         | 党名変更                        | 15年 + 259日                     |                                 |
| (13)                                   | アメリコ・トマス Américo Tomás                              | 8                                | 国民大衆行動 （ANP）           | 1965年8月9日 - 1974年4月25日     |                                 | 15年 + 259日                     |                                 |
| 第三共和政 (1974-現在)                 |                                                             |                                  |                                |                                  |                                 |                                  |                                 |
| カーネーション革命 (1974-1976)         |                                                             |                                  |                                |                                  |                                 |                                  |                                 |
| 代                                     | 大統領                                                      | 大統領                           | 所属政党                       | 期                               | 在任期間                        | 在任期間                         | 備考                            |
| 00－                                   | アントニオ・デ・スピノラ António de Spínola                 |                                  | 無所属 （軍人）                | －                               | 1974年4月25日 - 1974年5月15日   | 20日                             | 暫定元首 （救国軍事評議会議長） |
| 014                                    | アントニオ・デ・スピノラ António de Spínola                 | －                               | 無所属 （軍人）                | 1974年5月15日 - 1974年9月30日    | 138日                           |                                  |                                 |
| 015                                    | フランシスコ・ダ・コスタ・ゴメス Francisco da Costa Gomes   |                                  | 無所属 （軍人）                | －                               | 1974年5月15日 - 1976年7月14日   | 2年 + 60日                       |                                 |
| 016                                    | アントニオ・エアネス António Eanes                          |                                  | 無所属 （軍人）                | 1                                | 1976年7月14日 - 1981年1月14日   | 9年 + 238日                      |                                 |
| 016                                    | アントニオ・エアネス António Eanes                          | 2                                | 無所属 （軍人）                | 1981年1月14日 - 1985年7月10日    |                                 | 9年 + 238日                      |                                 |
| (16)                                   | アントニオ・エアネス António Eanes                          | 2                                | 民主革新党 （PRD）             | 1985年7月10日 - 1986年3月9日     | 新党結成                        | 9年 + 238日                      |                                 |
| 017                                    | マリオ・ソアレス Mário Soares                               |                                  | 社会党 （PS）                  | 3                                | 1986年3月9日 - 1991年3月9日     | 10年 + 0日                       |                                 |
| 017                                    | マリオ・ソアレス Mário Soares                               | 4                                | 社会党 （PS）                  | 1991年3月9日 - 1996年3月9日      |                                 | 10年 + 0日                       |                                 |
| 018                                    | ジョルジェ・サンパイオ Jorge Sampaio                        |                                  | 社会党 （PS）                  | 5                                | 1996年3月9日 - 2001年3月9日     | 10年 + 0日                       |                                 |
| 018                                    | ジョルジェ・サンパイオ Jorge Sampaio                        | 6                                | 社会党 （PS）                  | 2001年3月9日 - 2006年3月9日      |                                 | 10年 + 0日                       |                                 |
| 019                                    | アニーバル・カヴァコ・シルヴァ Aníbal Cavaco Silva          |                                  | 社会民主党 （PSD）             | 7                                | 2006年3月9日 - 2011年3月9日     | 10年 + 0日                       |                                 |
| 019                                    | アニーバル・カヴァコ・シルヴァ Aníbal Cavaco Silva          | 8                                | 社会民主党 （PSD）             | 2011年3月9日 - 2016年3月9日      |                                 | 10年 + 0日                       |                                 |
| 020                                    | マルセロ・レベロ・デ・ソウザ Marcelo Rebelo de Sousa        |                                  | 社会民主党 （PSD）             | 9                                | 2016年3月9日 - 2021年3月9日     | 9年 + 159日                      |                                 |
| 020                                    | マルセロ・レベロ・デ・ソウザ Marcelo Rebelo de Sousa        | 10                               | 社会民主党 （PSD）             | 2021年3月9日 - （現職）          |                                 | 9年 + 159日                      |                                 |